# 岡崎大知
岡崎 大知（おかざき たいち、1999年9月28日 - ）は、ミヤギテレビのアナウンサー。

## 人物
- 生年月日：1999年9月28日
- 入社年度：2022年
- 出生地：山梨県（里帰り出産のため。生後2か月頃からは宮城県仙台市で育つ）
- 出身高校：宮城県仙台向山高等学校[1]
- 出身大学：大阪大学外国語学部（ポルトガル語を専攻）[2]
- 趣味：自然豊かなところへ行くこと、温泉巡り、映画鑑賞
- 特技：顔の皮がよく伸びること
- 資格：普通自動車免許、防災士、漢検準1級
- 好きな食べ物：麺類全般、お肉
- 嫌いな食べ物：大きなキノコ、貝類
- 長所：のんびりとしているところ
- 短所：幼いところ（未だに高校生に間違われる）
- 休日の過ごし方：温泉巡り、ドライブ、映画鑑賞
- 子どもの頃の夢：小学校高学年の頃からアナウンサーに就くことを夢見ていた
- 好きな芸能人：桜井和寿、ハリウッドザコシショウ、あの
- 好きなテレビ番組：水曜日のダウンタウン、ワイルドライフ

## 担当番組
- OH!バンデス（第1部、第2部）- うみの杜にっき（毎週金曜）、ザキオカ温泉（毎月最終金曜）、中継、ナレーション等
- OH!バンデス（第4部）- スポーツコーナー、報道取材、中継、ナレーション等
- 発見!宮城のスマイルさん - ナレーション
- ちょっとブレイクタイム - MC（2024年4月〜）
- 県内ニュース - 『ZIP!』、『ミヤギテレビストレイトニュース』、『NNNミヤギテレビニュース』等
- スポーツ中継 - 野球、サッカー（リポート等）

## エピソード
2021年、大阪大学の箕面キャンパスが新設された際、朝日新聞の取材を受けた岡崎のインタビュー記事が残っている。それによると「一番楽しみなのは、これまでと違って留学生と同じ建物で学べること。寮も隣接しているので、これまでより交流しやすくなると思います」と話した。